# Daniel Bishop Meigs
Pour les articles homonymes, voir Meigs.
Daniel Bishop Meigs (1er juin 1835-6 juillet 1916) est un agriculteur, bûcheron et homme politique fédéral du Québec.

## Biographie
Né à Henryville dans le Bas-Canada, il est né de parents natifs de Swanton au Vermont et ayant immigré dans le Bas-Canada en 1832. Il étudia à Bedford. Il effectue ses premiers pas en politique en devenant maire de la municipalité de Farnham. 
Élu député du Parti libéral du Canada dans la circonscription fédérale de Missisquoi lors de l'élection partielle déclenchée après le décès du député sortant George Clayes en 1888. Défait en 1891, il effectua un retour avec son élection et ses réélections en 1896, 1900, 1904 et en 1908.